# GNOME 辞書
GNOME 辞書（グノームじしょ、英語: GNOME Dictionary, or gnome-dictionary）とは、Emmanuele Bassi等によってC言語で書かれたディクショナリー・クライアントである。これは、GNOMEデスクトップで利用可能な、オープンソースなソフトウェアであり、gnome-utilsと呼ばれるメタ・パッケージに含まれて配布されている。GNOMEデスクトップのユーザーは、このソフトウェアを使うことで、その単語の意味を定義している元の辞書に遡って調べることができる。
GNOME 辞書は、当初gdictと呼ばれたディクショナリー・プロトコールのクライアントであった。これは、Bradford HovinenやSpiros Papadimitriou、Mike Hughes等によって開発されたものであって、GNOME 1.xリリースの際にはgnome-utilsのメタ・パッケージに含まれた。GNOMEのその他一連のアプリケーションに付属するものとして、アプレットやパネルに追加された。
GNOME 2.0がリリースされてしばらくの間、GNOME 辞書を直接メンテナする開発者が不在となったため、gdictの基本コードをメンテナンスすることが不可能な事態に陥った。そこで、2005年10月、GNOME 辞書の現在のメンテナーであるEmmanuele Bassiはこのプログラムの全部をスクラッチから書き直すこととし、古いコードを削除することとした。
こうして新たに書き直されたGNOME 辞書は、GNOME 2.13開発版に追加されて、GNOME 2.14でユーザーに公開されることとなった。この新しいバージョンでは、複数の辞書から検索することが可能となり、画面に表示された定義をテキストファイルに保存することができるようになった。インターフェースはより分かり易くなった。